# Concours Eurovision de la chanson 1998
- Pays participants
- Pays relégués ne pouvant pas participer
- Autres pays ayant participé dans le passé

Dublin 1997 Jérusalem 1999
Le Concours Eurovision de la chanson 1998 fut la quarante-troisième édition du concours. Il se déroula le samedi 9 mai 1998, à Birmingham, au Royaume-Uni. Il fut remporté par Israël, avec la chanson Diva, interprétée par Dana International. Le Royaume-Uni, pays hôte, termina deuxième et Malte, troisième.

## Organisation
Le Royaume-Uni, qui avait remporté l'édition 1997, se chargea de l’organisation de l’édition 1998. Ce fut la huitième fois que la BBC organisa le concours, un record toujours inégalé.

## Pays participants
Vingt-cinq pays participèrent à la finale du quarante-troisième concours.
Cinq pays furent relégués : l’Autriche, la Bosnie-Herzégovine, le Danemark, l’Islande et la Russie.
Cinq pays firent leur retour : la Belgique, la Finlande, Israël, la Roumanie et la Slovaquie.
Enfin, l’Italie décida de se retirer, pour ne revenir qu’en 2011. Cela permit à la Macédoine de faire ses débuts à proprement parler, le pays ayant échoué lors de la présélection en 1996 et n'ayant pas participé en 1997.

## Format

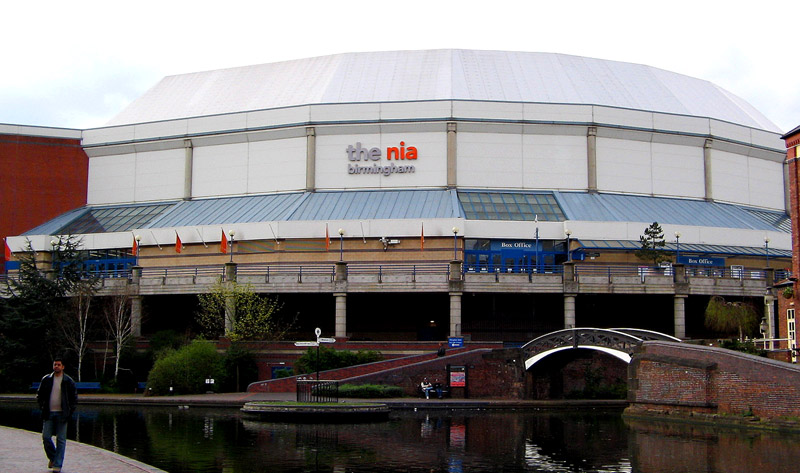
La National Indoor Arena, à Birmingham.

Le concours eut lieu à la National Indoor Arena, à Birmingham, salle omnisports inaugurée en 1991.
La scène comportait trois parties distinctes. À gauche, l’orchestre était installé dans une fosse surmontée de trois arches. Les deux premières arches voyaient leur partie supérieure surplomber le podium central. La troisième arche, décorée de motifs gaufrés, se prolongeait jusqu'à enjamber le dit podium central. Au centre, se trouvait l'espace destiné aux interprètes. Il était décoré d’une forme organique, qui ressemblait à la queue d’une baleine et était incrustée d’ampoules électriques. En arrière-fond, étaient installés quatre éléments métalliques composés chacun de deux tiges et d’une plaque les reliant. Enfin, à droite, se trouvait l’espace réservé au vote. Il se composait d’une passerelle métallique couverte d’une toile blanche. Cette passerelle était dotée d’un pupitre de contrôle et d’un mur d’écrans. Derrière elle, se dressaient deux contreforts incurvés.
Le programme dura près de trois heures.
L'orchestre fut dirigé par Martin Koch. Ce fut la toute dernière fois de l’histoire du concours qu’un orchestre joua en direct durant une transmission.
L’invitée d’honneur de cette édition fut Katie Boyle, la seule personne à avoir présenté le concours à quatre reprises (en 1960, 1963, 1968 et 1974).

## Présentateurs
Les présentateurs de la soirée furent Ulrika Jonsson et Terry Wogan. Ils s’exprimèrent en anglais et en français. Ils ponctuèrent les passages obligés en français, de soupirs et de mimiques exprimant les difficultés qu'ils éprouvaient à devoir parler dans cette langue.
Terry Wogan fut la deuxième personne de l’histoire du concours à cumuler les fonctions de présentateur et de commentateur après Léon Zitrone en 1978. Lorsqu’il n’était pas en scène, il se trouvait dans sa cabine réservée et fournissait les commentaires nécessaires aux téléspectateurs de BBC One.

## Premier incident
Durant les répétitions, plusieurs altercations opposèrent la production et la délégation grecque. Les interprètes, le groupe Thalassa, et le compositeur de la chanson, Yiannis Valvis, se montrèrent fort mécontents de la présentation de leur performance. Valvis alla jusqu’à menacer verbalement les équipes de la BBC. Il fut déclaré persona non grata et son accréditation révoquée. Le soir venu, il dut donc regarder la finale depuis sa chambre d’hôtel. Quant à Thalassa, ils se retirèrent du concours durant l’après-midi du samedi 9 mai, mais revinrent très rapidement et participèrent malgré tout à la finale.

## Ouverture
L’ouverture du concours débuta par une vidéo sur Birmingham. Des vues du passé et du présent de la ville étaient juxtaposées de sorte à donner un aperçu de son histoire. La caméra termina par un plan sur l’Indoor Arena.
L’orchestre apparut à l’écran, ainsi que les trompettes des Life Guards qui sonnèrent le début de la retransmission. Terry Wogan fit alors son entrée sur la scène, pour les salutations d’usage. Il rappela la victoire de Katrina and the Waves, l’année précédente, à Dublin. La caméra fit un plan sur Katrina Leskanich, qui fut longuement applaudie par le public. Wogan rappela également que la BBC organisait le concours pour la huitième fois. S’ensuivit une courte vidéo résumant le premier concours organisé par la télévision publique britannique, en 1960, à Londres. Y apparut Katie Boyle, ce qui permit à Wogan de la saluer. Boyle fut à son tour ovationnée. Wogan remercia ensuite la télévision publique irlandaise, pour avoir organisé le concours l’année précédente. Il fut mis en communication satellite avec Carrie Crowley, qui avait été la présentatrice de l’édition 1997. Crowley souhaita bonne chance à tous les concurrents.
Terry Wogan introduisit finalement sa coprésentatrice, Ulrika Jonsson, qui vint sur scène pour les explications d’usage. Wogan regagna sa cabine de commentateur et Jonsson conclut l’ouverture en saluant l’orchestre de la BBC et son chef, Martin Koch.

## Cartes postales
Les cartes postales débutaient par un portrait en noir et blanc des artistes. Suivait ensuite une vidéo en deux parties. Un aspect de la culture britannique y était reconstitué dans le passé et ensuite, montré dans le présent. Chaque vidéo se terminait par une apparition surprise dans le paysage, du drapeau du pays participant.
Pour la toute première fois, le nom du pays fut affiché à l’écran, par surimpression, durant l’intégralité de la prestation.

## Chansons
Vingt-cinq  chansons concoururent pour la victoire.

## Controverse
La télévision publique israélienne avait choisi Dana International pour la représenter au concours. La chanteuse était alors déjà très célèbre dans son pays. Cette participation suscita immédiatement une très grande attention de la part des médias israéliens et internationaux. En effet, Dana International, qui était née de sexe masculin, avait opéré un changement complet de sexe en 1993. Elle devint ainsi la première artiste transgenre à participer au concours.
En Israël, les milieux politiques conservateurs et les groupements religieux orthodoxes protestèrent vivement contre ce choix. Ils le jugèrent inopportun, spécialement l’année du cinquantième anniversaire de la fondation du pays. Dana International reçut dans la foulée de nombreuses menaces de mort, prises fort au sérieux par la délégation israélienne. Tous ses membres se déplacèrent donc sous la protection d’un service de sécurité pléthorique et logèrent dans le seul hôtel de Birmingham pourvu de vitres blindées. Même les robes de la chanteuse, créées par Jean-Paul Gaultier, bénéficièrent en permanence d’un garde du corps.

## Deuxième incident
Durant sa prestation, le représentant allemand, Guildo Horn, sauta brusquement dans le public. Il escalada ensuite la passerelle blanche, réservée au vote. Il devint ainsi le premier artiste de l’histoire du concours à déserter la scène lors de son passage et à chanter parmi les spectateurs.
Sa chanson, Guido hat euch lieb!, était officiellement l’œuvre d’un certain Alf Igel. Il s’agissait en réalité de Stefan Raab, qui faisait là une plaisanterie sur le nom de Ralph Siegel, le compositeur allemand qui avait remporté le concours en 1982, avec Ein bißchen Frieden. Lors de la finale nationale allemande, Horn se fit accompagner par son groupe Les Chaussures Orthopédiques. D’abord moquée et critiquée, sa victoire finit par susciter la sympathie, puis l’engouement du public allemand. La retransmission du concours battit ainsi des records d’audience en Allemagne et de nombreux fans de Horn firent même le voyage à l’étranger, afin de pouvoir voter pour lui. Il termina malgré tout à la septième place.

## Chefs d'orchestre
| Stipica Kalogjera | Martin Koch    | Alberto Estébanez  | Vladimír Valovič | Wiesław Pieregorólka |
| ----------------- | -------------- | ------------------ | ---------------- | -------------------- |
| - Croatie         | - France       | - Espagne          | - Slovaquie      | - Pologne            |
| Stefan Raab       | Miklós Malek   | Mojmir Sepe        | Noel Kelehan     | Mike Sergeant        |
| - Allemagne       | - Hongrie      | - Slovénie         | - Irlande        | - Portugal           |
| Adrian Romcescu   | James McMillan | Costas Cacogiannis | Dick Bakker      | Anders Berglund      |
| - Roumanie        | - Royaume-Uni  | - Chypre           | - Pays-Bas       | - Suède              |
| Olli Ahvenlahti   | Geir Langslet  | Heiki Vahar        | Ümit Eroğlu      | Alexandar Džambazov  |
| - Finlande        | - Norvège      | - Estonie          | - Turquie        | - Macédoine          |

Les délégations grecque, suisse, maltaise, israélienne et belge ne recoururent pas à l’orchestre fourni par la BBC.
Ce fut la dernière apparition à l'Eurovision de l’irlandais Noel Kelehan. Il demeure toujours la personne à avoir le plus souvent participé au Concours. De 1966 à 1998, il prit part à vingt-cinq finales, mena l’orchestre à vingt-neuf reprises, dirigea cinq chansons victorieuses (en 1980, 1987, 1992, 1993 et 1996) et fut directeur musical de cinq éditions (en 1981, 1988, 1993, 1994 et 1995). Ces quatre records demeurent toujours inégalés.

## Entracte
Le spectacle d'entracte était intitulé  Jupiter, The Bringer of Joviality. Il s’agissait d’un pot-pourri chanté et dansé, mettant en exergue le multiculturalisme du Royaume-Uni. Furent joués des morceaux inspirés par les cultures anglaise, écossaise, galloise, irlandaise, indienne et zouloue. Y apparurent notamment la violoniste Vanessa-Mae et la soprano Lesley Garrett.
Ce fut la toute dernière fois que de la musique fut interprétée en direct au concours.

## Green room
Durant le vote, la caméra fit de nombreux plans sur les artistes à l’écoute des résultats, dans la green room. Apparurent notamment à l'écran Dana International, Guildo Horn, Chiara Siracusa, Mélanie Cohl, Imaani, Edsilia Rombley et Danijela Martinović.

## Vote
Après l’essai réussi de l’année précédente, le télévote fut généralisé à l’ensemble des pays participants. Dans trois pays cependant, (la Hongrie, la Roumanie et la Turquie), le vote fut décidé par un jury, qui attribua 1, 2, 3, 4, 5, 6, 7, 8, 10 et 12 points à ses dix chansons préférées. Le réseau téléphonique de ces pays n’avait pas été jugé capable de supporter un télévote de masse.
Dans les vingt-deux autres pays, le vote fut décidé entièrement par télévote. Les spectateurs purent voter par téléphone pour leurs chansons préférées. Leurs votes ainsi exprimés furent agrégés en 1, 2, 3, 4, 5, 6, 7, 8, 10 et 12 points. Chacun de ses pays devaient malgré tout réunir un jury, dont les points remplaceraient ceux du télévote, en cas de défaillance technique.
Chaque pays fut contacté par satellite, selon l'ordre de passage des participants. Les points furent énoncés dans l’ordre ascendant, de un à douze.
Le superviseur délégué sur place par l'UER fut Christine Marchal-Ortiz.
Pour la première fois depuis 1965, les votes furent visualisés autrement que par des chiffres. À six reprises, ils furent répartis sur une carte animée en trois dimensions de l’Europe. Les pays bénéficiaires s’élevèrent au prorata du score obtenu.
Le vote s'avéra un long suspense, dénoué seulement par le dernier résultat du dernier participant. Durant les trois premiers quarts de la procédure, six pays se disputèrent la première place de façon fort serrée : la Belgique, la Croatie, Israël, Malte, les Pays-Bas et le Royaume-Uni. Ce ne fut qu’après le vote suédois, le dix-neuvième, qu’Israël et Malte se détachèrent plus nettement. Mais après le vote turc, l’avant-dernier, les deux pays se retrouvèrent à ex æquo avec 166 points. Le résultat final dépendit donc entièrement du vote macédonien. Le public cria à quatre reprises : lorsque la porte-parole macédonienne attribua "six points" à la Belgique, "sept points" à l’Irlande, "huit points" à Israël (ce qui poussa certains commentateurs, dont Terry Wogan, à croire que Malte allait remporter la victoire) et "dix points" au Royaume-Uni. Mais à la surprise générale, la porte-parole macédonienne annonça : « And finally, twelve points from Macedonia goes to… Croatia ! » Les téléspectateurs macédoniens n’avaient en réalité attribué aucun point à Malte, ce qui permit à Israël de remporter le concours sur le fil.

## Troisième incident
Durant la procédure de vote, Ulrika Jonsson échangea quelques mots avec la plupart des porte-paroles. Le porte-parole hongrois lui dit d’ailleurs : « You look very pretty tonight ! ». Alors que Jonsson le remerciait, il enchaîna par : « So let’s see the points. I give you twelve points ! », ce qui suscita l’hilarité du public.
La porte-parole slovène fut la première de l’histoire du concours à sortir de son rôle. Au moment d’annoncer les "douze points" slovènes, elle dit : « And now, I hope they’ll remember it very well for next time… Croatia, twelve points ! »
Mais un incident se produisit lorsque Ulrika Jonsson fut mise en communication avec la porte-parole néerlandaise, Conny Vandenbos. Celle-ci avait représenté les Pays-Bas au Concours, en 1965, ce qui fut le point de départ de leur conversation.

- Ulrika Jonsson : Goede avond, Conny ! 

- Conny Vandenbos : Hello Birmingham ! Hello Ulrika ! This is Hilversum calling. Before starting giving you my points, I should like to say that my heart goes to all the singers in the contest, because I know what they feel.

- Ulrika Jonsson : I know. You, of course, have taken part. So, you must be feeling…

Le bruit ambiant empêcha alors Jonsson d’entendre clairement la réponse de Conny Vandenbos : « It’s long ago ! » Machinalement, Jonsson reprit : « A long time ago, was it ? » Le public n’entendit que cette dernière question et crut que Jonsson se moquait de l’âge de Conny Vandenbos. Les spectateurs éclatèrent bruyamment de rire, à la grande confusion de Jonsson qui tenta de se rattraper : « No ! I didn’t want to… » Mais apparemment, Conny Vandenbos n’avait pas saisi le quiproquo, puisqu’elle répondit : « In 1965. » Jonsson put alors conclure par : « Wow ! I’m very impressed. »

## Résultats
Ce fut la troisième victoire d’Israël au concours. Ce fut la première victoire d’une chanson recourant entièrement à une bande-son et ce fut la première fois qu’un pays n’ayant pas participé l’année précédente remporta le grand prix.
Dana International revint sur scène, après avoir revêtu une nouvelle robe créée par Jean-Paul Gaultier, décorée de plumes de perroquet multicolores. Le trophée de la victoire fut remis à Yoav Ginai et Svika Pick, les auteurs de Diva, par Katrina Leskanich. En 2005, lors de l'émission spéciale Congratulations, Diva fut élue treizième meilleure chanson à jamais avoir été présentée au concours.
Ce fut la quinzième fois que le Royaume-Uni termina à la deuxième place.
La représentante maltaise, Chiara, à qui la victoire avait échappé de peu, demeura inconsolable. Elle passa le restant de la soirée à pleurer sur sa défaite. Mais le lendemain, à son retour à Malte, elle fut accueillie en triomphe par une foule de près de 6 000 personnes et traitée en héroïne nationale par les médias maltais.
| Ordre | Pays            | Artiste(s)             | Chanson                                     | Langue      | Place | Points |
| ----- | --------------- | ---------------------- | ------------------------------------------- | ----------- | ----- | ------ |
| 01    | Croatie         | Danijela               | Neka mi ne svane                            | Croate      | 5     | 131    |
| 02    | Grèce           | Thalassa               | Mia krifí evesthisía (Μια κρυφή ευαισθησία) | Grec        | 20    | 12     |
| 03    | France          | Marie Line             | Où aller                                    | Français    | 24    | 3      |
| 04    | Espagne         | Mikel Herzog           | ¿Qué voy a hacer sin ti?                    | Espagnol    | 16    | 21     |
| 05    | Suisse          | Gunvor                 | Lass ihn                                    | Allemand    | 25    | 0      |
| 06    | Slovaquie       | Katarína Hasprová      | Modlitba                                    | Slovaque    | 21    | 8      |
| 07    | Pologne         | Sixteen                | To takie proste                             | Polonais    | 17    | 19     |
| 08    | Israël          | Dana International     | Diva (דיווה)                                | Hébreu      | 1     | 172    |
| 09    | Allemagne       | Guildo Horn            | Guildo hat euch lieb!                       | Allemand    | 7     | 86     |
| 10    | Malte           | Chiara                 | The One That I Love                         | Anglais     | 3     | 165    |
| 11    | Hongrie         | Charlie                | A holnap már nem lesz szomorú               | Hongrois    | 23    | 4      |
| 12    | Slovénie        | Vili Resnik            | Naj bogovi slišijo                          | Slovène     | 18    | 17     |
| 13    | Irlande         | Dawn Martin            | Is Always Over Now?                         | Anglais     | 9     | 64     |
| 14    | Portugal        | Alma Lusa              | Se eu te pudesse abraçar                    | Portugais   | 12    | 36     |
| 15    | Roumanie        | Mǎlina Olinescu        | Eu cred                                     | Roumain     | 22    | 6      |
| 16    | Royaume-Uni H T | Imaani                 | Where Are You?                              | Anglais     | 2     | 166    |
| 17    | Chypre          | Michális Chatzigiánnis | Génesis (Γένεσις)                           | Grec        | 11    | 37     |
| 18    | Pays-Bas        | Edsilia Rombley        | Hemel en aarde                              | Néerlandais | 4     | 150    |
| 19    | Suède           | Jill Johnson           | Kärleken är                                 | Suédois     | 10    | 53     |
| 20    | Belgique        | Mélanie Cohl           | Dis oui                                     | Français    | 6     | 122    |
| 21    | Finlande        | Edea                   | Aava                                        | Finnois     | 15    | 22     |
| 22    | Norvège         | Lars Fredriksen        | Alltid sommer                               | Norvégien   | 8     | 79     |
| 23    | Estonie         | Koit Toome             | Mere lapsed                                 | Estonien    | 12    | 36     |
| 24    | Turquie         | Tüzmen                 | Unutamazsın                                 | Turc        | 14    | 25     |
| 25    | Macédoine       | Vlado Janevski         | Ne zori, zoro (Не зори, зоро)               | Macédonien  | 19    | 16     |

## Anciens participants
| Artiste                        | Pays     | Année(s) précédente(s)         |
| ------------------------------ | -------- | ------------------------------ |
| José Cid (membre de Alma Lusa) | Portugal | 1980                           |
| Danijela                       | Croatie  | 1995 (comme membre de Magazin) |

## Tableau des votes
À l’issue de la retransmission, le tableau afficha des résultats incorrects. Il y avait en effet eu une confusion dans l’attribution des points de l’Espagne. La porte-parole espagnole avait donné « dix points » à la Norvège et « douze points » à Israël. En réalité, la répartition des points aurait dû être : « huit points » à la Norvège, « dix points » à Israël  et « douze points » à l’Allemagne. L’erreur fut corrigée plus tard : l’Allemagne fut promue à la septième place et la Norvège, rétrogradée à la huitième.
| Drapeau de la Croatie                             | Drapeau de la Grèce | Drapeau de la France | Drapeau de l'Espagne | Drapeau de la Suisse | Drapeau de la Slovaquie | Drapeau de la Pologne | Drapeau d’Israël | Drapeau de l'Allemagne | Drapeau de Malte | Drapeau de la Hongrie | Drapeau de la Slovénie | Drapeau de l'Irlande | Drapeau du Portugal | Drapeau de la Roumanie | Drapeau du Royaume-Uni | Drapeau de Chypre | Drapeau des Pays-Bas | Drapeau de la Suède | Drapeau de la Belgique | Drapeau de la Finlande | Drapeau de la Norvège | Drapeau de l'Estonie | Drapeau de la Turquie | Drapeau de la Macédoine du Nord | Total |    |     |
| Pays                                              | Croatie             |                      | 5                    | 8                    | 1                       | 5                     | 10               | 6                      | 10               | 10                    | 10                     | –                    | 12                  | 3                      | 2                      | –                 | 2                    | 7                   | 4                      | 3                      | 5                     | 3                    | 6                     | 3                               | 4     | 12 | 131 |
| Pays                                              | Grèce               | –                    |                      | –                    | –                       | –                     | –                | –                      | –                | –                     | –                      | –                    | –                   | –                      | –                      | –                 | –                    | 12                  | –                      | –                      | –                     | –                    | –                     | –                               | –     | –  | 12  |
| Pays                                              | France              | –                    | –                    |                      | –                       | –                     | –                | –                      | –                | –                     | –                      | –                    | –                   | –                      | –                      | –                 | –                    | 1                   | –                      | –                      | –                     | –                    | –                     | –                               | –     | 2  | 3   |
| Pays                                              | Espagne             | 1                    | –                    | 4                    |                         | 6                     | –                | –                      | 3                | –                     | –                      | –                    | –                   | –                      | –                      | –                 | –                    | 4                   | –                      | –                      | 3                     | –                    | –                     | –                               | –     | –  | 21  |
| Pays                                              | Suisse              | –                    | –                    | –                    | –                       |                       | –                | –                      | –                | –                     | –                      | –                    | –                   | –                      | –                      | –                 | –                    | –                   | –                      | –                      | –                     | –                    | –                     | –                               | –     | –  | 0   |
| Pays                                              | Slovaquie           | 8                    | –                    | –                    | –                       | –                     |                  | –                      | –                | –                     | –                      | –                    | –                   | –                      | –                      | –                 | –                    | –                   | –                      | –                      | –                     | –                    | –                     | –                               | –     | –  | 8   |
| Pays                                              | Pologne             | –                    | –                    | 2                    | –                       | –                     | –                |                        | –                | 5                     | –                      | 2                    | –                   | –                      | –                      | 10                | –                    | –                   | –                      | –                      | –                     | –                    | –                     | –                               | –     | –  | 19  |
| Pays                                              | Israël              | –                    | 10                   | 12                   | 10                      | 10                    | –                | 10                     |                  | 7                     | 12                     | –                    | 7                   | 6                      | 12                     | 7                 | 5                    | 10                  | 6                      | 5                      | 10                    | 10                   | 3                     | 7                               | 5     | 8  | 172 |
| Pays                                              | Allemagne           | –                    | 3                    | –                    | 12                      | 12                    | –                | –                      | –                |                       | –                      | –                    | 8                   | 8                      | 10                     | 6                 | 6                    | –                   | 12                     | –                      | 7                     | 1                    | –                     | 1                               | –     | –  | 86  |
| Pays                                              | Malte               | 7                    | 6                    | 6                    | 5                       | 8                     | 12               | 8                      | 7                | 8                     |                        | 7                    | 3                   | 12                     | 5                      | –                 | 12                   | 5                   | 8                      | 6                      | 8                     | 5                    | 12                    | 5                               | 10    | –  | 165 |
| Pays                                              | Hongrie             | –                    | –                    | 1                    | –                       | –                     | –                | –                      | –                | –                     | –                      |                      | –                   | –                      | –                      | 1                 | –                    | –                   | –                      | –                      | –                     | –                    | 2                     | –                               | –     | –  | 4   |
| Pays                                              | Slovénie            | 3                    | 2                    | –                    | –                       | –                     | –                | –                      | –                | –                     | –                      | –                    |                     | –                      | –                      | 5                 | –                    | –                   | –                      | –                      | –                     | 4                    | –                     | –                               | 3     | –  | 17  |
| Pays                                              | Irlande             | 2                    | –                    | –                    | –                       | 2                     | 4                | 2                      | –                | 2                     | 6                      | 6                    | 1                   |                        | 1                      | 8                 | 8                    | –                   | –                      | 1                      | –                     | –                    | 4                     | 2                               | 8     | 7  | 64  |
| Pays                                              | Portugal            | –                    | 1                    | 10                   | 6                       | –                     | 2                | –                      | 2                | –                     | 2                      | –                    | –                   | –                      |                        | –                 | –                    | 2                   | –                      | –                      | 1                     | –                    | –                     | –                               | 6     | 4  | 36  |
| Pays                                              | Roumanie            | –                    | –                    | –                    | –                       | –                     | –                | –                      | 6                | –                     | –                      | –                    | –                   | –                      | –                      |                   | –                    | –                   | –                      | –                      | –                     | –                    | –                     | –                               | –     | –  | 6   |
| Pays                                              | Royaume-Uni         | 12                   | 7                    | 3                    | 3                       | 3                     | 1                | 7                      | 12               | 1                     | 8                      | 10                   | 5                   | 5                      | 6                      | 12                |                      | 8                   | 7                      | 7                      | 6                     | 8                    | 5                     | 8                               | 12    | 10 | 166 |
| Pays                                              | Chypre              | 4                    | 12                   | –                    | –                       | –                     | 5                | –                      | 1                | –                     | 1                      | 1                    | –                   | –                      | 4                      | 4                 | 3                    |                     | –                      | –                      | 2                     | –                    | –                     | –                               | –     | –  | 37  |
| Pays                                              | Pays-Bas            | 10                   | 8                    | 5                    | 4                       | 7                     | 6                | 5                      | 8                | 6                     | 7                      | 12                   | –                   | 10                     | 7                      | –                 | 10                   | –                   |                        | 8                      | 12                    | 7                    | 8                     | –                               | 7     | 3  | 150 |
| Pays                                              | Suède               | –                    | –                    | –                    | –                       | –                     | –                | 3                      | –                | –                     | 4                      | 8                    | –                   | 2                      | –                      | –                 | 1                    | –                   | 5                      |                        | –                     | 6                    | 10                    | 12                              | 2     | –  | 53  |
| Pays                                              | Belgique            | –                    | 4                    | 7                    | 7                       | 4                     | 7                | 12                     | 5                | 4                     | 3                      | 3                    | 6                   | 7                      | 8                      | –                 | 7                    | 6                   | 10                     | 2                      |                       | –                    | 7                     | 6                               | 1     | 6  | 122 |
| Pays                                              | Finlande            | –                    | –                    | –                    | –                       | –                     | –                | –                      | –                | –                     | –                      | –                    | –                   | –                      | –                      | –                 | –                    | –                   | –                      | 10                     | –                     |                      | 1                     | 10                              | –     | 1  | 22  |
| Pays                                              | Norvège             | –                    | –                    | –                    | 8                       | 1                     | –                | 4                      | 4                | 3                     | 5                      | 5                    | 10                  | 4                      | 3                      | –                 | 4                    | 3                   | 3                      | 12                     | 4                     | 2                    |                       | 4                               | –     | –  | 79  |
| Pays                                              | Estonie             | –                    | –                    | –                    | 2                       | –                     | 8                | 1                      | –                | –                     | –                      | 4                    | 2                   | 1                      | –                      | –                 | –                    | –                   | 2                      | 4                      | –                     | 12                   | –                     |                                 | –     | –  | 36  |
| Pays                                              | Turquie             | 5                    | –                    | –                    | –                       | –                     | –                | –                      | –                | 12                    | –                      | –                    | –                   | –                      | –                      | 2                 | –                    | –                   | 1                      | –                      | –                     | –                    | –                     | –                               |       | 5  | 25  |
| Pays                                              | Macédoine           | 6                    | –                    | –                    | –                       | –                     | 3                | –                      | –                | –                     | –                      | –                    | 4                   | –                      | –                      | 3                 | –                    | –                   | –                      | –                      | –                     | –                    | –                     | –                               | –     |    | 16  |
| Le tableau suit l'ordre de passage des candidats. |                     |                      |                      |                      |                         |                       |                  |                        |                  |                       |                        |                      |                     |                        |                        |                   |                      |                     |                        |                        |                       |                      |                       |                                 |       |    |     |

## Télédiffuseurs
Pays participants
| Pays        | Télédiffuseur(s)       | Commentateur(s)                        | Porte-parole                  |
| ----------- | ---------------------- | -------------------------------------- | ----------------------------- |
| Allemagne   | Das Erste              | Peter Urban                            | Nena                          |
| Allemagne   | Deutschlandfunk        | Thomas Mohr                            | Nena                          |
| Belgique    | La Une                 | Jean-Pierre Hautier                    | Marie-Hélène Vanderborght     |
| Belgique    | RTBF La Première       | Alain Gerlache & Adrien Joveneau       | Marie-Hélène Vanderborght     |
| Belgique    | VRT TV1                | André Vermeulen & Andrea Croonenberghs | Marie-Hélène Vanderborght     |
| Belgique    | VRT Radio 2            | Julien Put & Michel Follet             | Marie-Hélène Vanderborght     |
| Chypre      | RIK 1                  | Evi Papamichail                        | Marina Maleni                 |
| Chypre      | CyBC Radio 2           | Pavlos Pavlou                          | Marina Maleni                 |
| Croatie     | HRT 1                  | Aleksandar Kostadinov                  | Davor Meštrović               |
| Croatie     | HR 2                   | Draginja Balaš                         | Davor Meštrović               |
| Espagne     | TVE1                   | José Luis Uribarri                     | Belén Fernández de Henestrosa |
| Estonie     | Eesti Televisioon      | Reet Linna                             | Urve Tiidus                   |
| Estonie     | Raadio 2               | Marko Reikop                           | Urve Tiidus                   |
| Finlande    | YLE TV1                | Maria Guzenina & Sami Aaltonen         | Marjo Wilska                  |
| Finlande    | YLE Radio Suomi        | Aki Sirkesalo & Kati Bergman           | Marjo Wilska                  |
| France      | France 2               | Native                                 | Marie Myriam                  |
| France      | France Inter           | François Kevorkian & Michel Field      | Marie Myriam                  |
| Grèce       | ET1                    | Giorgos Mitropoulos                    | Alexis Kostalas               |
| Grèce       | ERA1                   | Dimitris Konstantaras                  | Alexis Kostalas               |
| Hongrie     | MTV1                   | Gábor Gundel Takács                    | Barna Héder                   |
| Irlande     | RTÉ One                | Pat Kenny                              | Eileen Dunne                  |
| Irlande     | RTÉ Radio 1            | Larry Gogan                            | Eileen Dunne                  |
| Israël      | Télévision Israélienne | pas de commentateur                    | Yigal Ravid                   |
| Israël      | Reshet Gimel           | Daniel Pe’er                           | Yigal Ravid                   |
| Macédoine   | MTV 3                  | Milanka Rašik                          | Evgenija Teodosievska         |
| Malte       | TVM                    | Gino Cauchi                            | Stephanie Farrugia            |
| Norvège     | NRK1                   | Jostein Pedersen                       | Ragnhild Sælthun Fjørtoft     |
| Pays-Bas    | Nederland 2            | Willem van Beusekom                    | Conny Vandenbos               |
| Pays-Bas    | Radio 2                | Hijlco Span & Daniël Dekker            | Conny Vandenbos               |
| Pologne     | TVP 1                  | Artur Orzech                           | Jan Chojnacki                 |
| Portugal    | RTP1                   | Ruis Unas                              | Lúcia Moniz                   |
| Roumanie    | TVR2                   | Leonard Miron                          | Anca Ţurcașiu                 |
| Royaume-Uni | BBC One                | Terry Wogan                            | Ken Bruce                     |
| Royaume-Uni | BBC Radio 2            | Ken Bruce                              | Ken Bruce                     |
| Slovaquie   | STV2                   | Juraj Čurný                            | Alena Heribanová              |
| Slovénie    | SLO1                   | Miša Molk                              | Mojca Mavec                   |
| Suède       | SVT2                   | Pernilla Månsson & Christer Björkman   | Björn Hedman                  |
| Suisse      | TSR 1                  | Jean-Marc Richard                      | Regula Elsener                |
| Suisse      | SF1                    | Roman Kilchsperger & Heinz Margot      | Regula Elsener                |
| Suisse      | TSI 1                  | Jonathan Tedesco                       | Regula Elsener                |
| Turquie     | TRT 1                  | Ömer Önder                             | Osman Erkan                   |
| Turquie     | TRT Radyo 3            | Fatih Orbay                            | Osman Erkan                   |

Pays relégués
| Pays               | Télédiffuseur(s) | Commentateur(s)       |
| ------------------ | ---------------- | --------------------- |
| Autriche           | ORF 2            | Ernst Grissemann      |
| Autriche           | FM4              | Stermann & Grissemann |
| Bosnie-Herzégovine | BHT              | Ismeta Dervoz-Krvavac |
| Danemark           | DR1              | Jørgen de Mylius      |
| Islande            | Sjónvarpið       | Paul Oscar            |